# Trigger the Bloodshed
Trigger the Bloodshed ist eine britische Death-Metal-Band aus Bristol.

## Geschichte
Die Band wurde 2006 gegründet und besteht momentan aus Jonny Burgan (Gesang), Martyn Evans (Gitarre), Daniel Wilding (Schlagzeug; ehemaliger Musiker bei Aosoth, Aborted, Killing Mode, Misery, The Order of Apollyon) sowie den Brüdern Rob (Gitarre) und Dave Purnell (Bass).
Ihr Debütalbum Purgation wurde 2008 von Rising Records und Metal Blade Records veröffentlicht und ist weltweit erwerbbar. Auch das zweite Album The Great Depression, welches im April 2009 erschien, wurde von Rising Records und Metal Blade veröffentlicht, ehe man einen Vertrag mit Candlelight Records unterzeichnete.
Im Mai 2010 erschien unter Zusammenarbeit der drei Labels das dritte Studioalbum der Band, das Degenerate heißt. Im November tourte die Band durch Schottland, England, Deutschland, Italien, die Schweiz, Österreich, Schweden, die Niederlande, Dänemark und Finnland. Darunter gab es einige Konzerte, bei der die Band von Whitechapel unterstützt wurde.

## Diskografie
- 2008: Purgation (Metal Blade Records, Rising Records)
- 2009: The Great Depression (Metal Blade Records, Rising Records)
- 2010: Degenerate (Metal Blade Records, Rising Records, Candlelight Records)